# Morfeu
Morfeu (Morpheus) a fost zeul grec al viselor, unul dintre cei o mie de fii ai lui Hypnos.
Fiu al Somnului si al Nopții, zeul viselor in mitologia greacă; în vis lua formă omenească. Avea aripi de fluture, și în mână frunze de mac, cu care atingea pleoapele muritorilor. În alte reprezentări, el apare sub forma unui bătrân cu aripi, cu o coroană de mac pe cap și cornul abundenței în mână.